# Лоренцо де Медичи (Великолепни)
Вижте пояснителната страница за други личности с името Лоренцо де Медичи.
Лорèнцо ди Пиèро де Мèдичи (на италиански: Lorenzo di Piero de' Medici; * 1 януари 1449, Флоренция, Флорентинска република; † 8 април 1492, Вила на Медичите в Кареджи, Флорентинска република), наречен още Лоренцо Великолепни (Lorenzo il Magnifico), от рода Медичи, е италиански държавник, банкер, де факто владетел на Флорентинската република от 1469 г. до смъртта си и най-могъщият и ентусиазиран покровител на ренесансовата култура в Италия. Той също така е писател, меценат, поет и хуманист, както и един от най-значимите политици на Ренесанса, както заради това, че въплъщава идеала на хуманистичния принц, така и заради неговото много разумно и дипломатично управление на властта. Той укрепва баланса на силите в рамките на Свещената лига – съюз от държави, които стабилизират политическите условия на Италианския полуостров в продължение на десетилетия, а животът му съвпада със зрялата фаза на Италианския ренесанс и Златния век на Флоренция. Тогава той е едва на 21-годишна възраст. За период от 23 години той успява да превърне Флоренция в столица на Европа.
Лоренцо става, заедно с по-малкия си брат Джулиано, господар де факто на Флоренция след смъртта на баща им Пиеро. В първите години на управление (1469 – 1478) младият Лоренцо провежда вътрешна политика, насочена от една страна към укрепване на републиканските институции в промедическия смисъл, и от друга – към потушаване на бунтовете на градовете, подчинени на Флоренция (известните случаи на Прато и Волтера). На външнополитическия фронт обаче Лоренцо проявява ясен план за спиране на териториалните амбиции на папа Сикст IV в името на баланса на Италийската лига от 1454 г. Поради тези причини Лоренцо е обект на заговора на Паци (1478 г.), в който е убит брат му Джулиано. Провалът на заговора предизвиква гнева на папа Сикст IV, краля на Неапол Фердинандо I Арагонски и всички, които са уплашени от укрепването на властта на Медичите над Флоренция. Следват две години война срещу Флоренция, в която вътрешният и международен престиж на Лоренцо Великолепни е изключително укрепен благодарение на неговите дипломатически способности и неговата харизма, с които той успява, от една страна, да разбие антифлорентинската коалиция, а от друга – да поддържа вътрешните сили на Флорентинската република обединени.
Превърнал се в иглата на баланса на италианската политика през 1480-те години, третиран като суверен от чуждестранни монарси, Лоренцо свързва името си с разцвета на Флорентинския ренесанс, заобикаляйки се с интелектуалци (Полициано, Фичино, Пико дела Мирандола) и художници като Ботичели и младият Микеланджело. След преждевременната му смърт през 1492 г съперничеството на италианските господари, което вече не е възпирано от неговата дипломация, се изражда до степен да позволи идването на френския крал Шарл VIII и началото на Италианските войни от XVI век.

## Произход
Лоренцо е най-големият син и трето дете на Пиеро ди Козимо де Медичи Подагрения (1416 – 1469), де факто владетел на Флоренция от 1464 до 1469 г., и на съпругата му Лукреция Торнабуони (1427 – 1482). Негови дядо и баба по бащина линия са Козимо Старо, владетел на Флоренция, и Контесина де Барди, а по майчина – Франческо ди Симоне Торнабуони, търговец и посланик, и Франческа Пити. Има един брат и две или три сестри:
- Бианка (1445 – 1505), съпруга от 1459 г. на Гулиелмо де Паци, господар на Чивитела
- Лукреция, нар. „Нанина“ (1448 – 1493), съпруга от 1466 г. на Бернардо Ручелай, писател хуманист
- Джулиано (1453 – 1478), убит по време на Заговора на Паци
- Мария (сл. 1455 – 1479), вероятна полусестра, съпруга от 1474 г. на банкера Леонето де Роси.
- двама братя (*/† като бебета)

Има и един полубрат от извънбрачна връзка на баща си. 

## Биография

### Ранни години

#### Криптосиньория на Медичите
При раждането на Лоренцо семейство Медичи е на върха на политическата си власт във Флорентинската република, контролирайки различните и сложни републикански институции, отговорни за функционирането на държавата. Дядото на Лоренцо, Козимо, е успял, благодарение на огромното финансово състояние на своята банка, да обвърже много флорентински политици със себе си и да стане говорител на народното неразположение, дължащо се на задушаващата се олигархия на благородниците, оглавявана от Албици. През 1434 г., след само една година изгнание във Венеция, Козимо се завръща във Флоренция, заточва Албици и, следвайки политически модел, вече възприет в древността от Октавиан Август, поддържа действащите републикански институции, като ги възлага на хора от обкръжението си и официално се оттегля в обществения живот. Истинският контрол обаче остава в ръцете на Козимо. Това кара историците да определят тази форма на управление като „криптосиньория“, където душата на републиканската политическа ориентация е в ръцете на един човек и неговото семейство. Козимо де Медичи е първият член на семейство Медичи, който ръководи Флорентинската република и управлява едновременно Банката на Медичите. Като един от най-богатите мъже в Европа Козимо изразходва много голяма част от състоянието си за управлението, като покровител на изкуствата и финансиращ обществените поръчки.
Бащата на Лоренцо – Пиеро ди Козимо де Медичи е в същата степен в центъра на флорентинския граждански живот, главно като покровител и колекционер на изкуство, докато чичо му Джовани ди Козимо де Медичи се грижи за търговските интереси на семейството. Майка му Лукреция Торнабуони е авторка на сонети и приятелка на поети и философи от Академията на Медичите. Тя има доста голяма роля в развитието на Медичи. След смъртта на баща му и чичо му тя става съветник на сина си.

#### Образование
Лоренцо е роден на 1 януари 1449 г. (според флорентинския стил на датиране от онова време през 1448 г.) в Палат „Медичи Рикарди“ във Флоренция и е кръстен на 6 същия месец по случай Богоявление. Той заедно с брат си Джулиано и сестра си Бианка получава задълбочено хуманистично образование и точна политическа подготовка, а двамата братя са следвани отблизо от дядо им Козимо и родителите им. Лоренцо, смятан за най-обещаващото от петте деца на Пиеро и Лукреция, е обучаван от дипломата и епископ Джентиле де Беки и хуманистичния философ Марсилио Фичино. Също така учи старогръцки при Йоан Аргилопул. Заедно с брат си Джулиано той участва в рицарски турнири, лов и коневъдство за Палио – известното конно състезание в Сиена. Лоренцо получава знания както за Платон, Овидий, така и по реторика и гражданските добродетели от съчиненията на Цицерон. Започва да пише стихотворения още с възлагането на първите му по-важни мисии.
В детството си Лоренцо е последван и подготвен от Джентиле да Урбино, докато от 1457 г. образованието му преминава в ръцете на хуманисти като Кристофоро Ландино, Йоан Аргиропул за изучаването на Омир, Марсилио Фичино за неоплатоническата философия и Антонио Скуарчалупи за танци. Дядо му Козимо особено обича своя внук Лоренцо, с когото разговаря и обсъжда. Младият мъж отрано проявява интерес към Неоплатоническата академия и едва на 12-годишна възраст участва в ерудираните изложения на Фичино във Вила ди Кареджи.

#### Криза на наследяването
Лоренцо е едва юноша, когато чичо му Джовани, вторият син на Козимо Стари и определен за наследник на ръководството на Банката на Медичите, умира през 1463 г. след живот, пълен с ексцесии. Лошото здравословно състояние на най-големия му син Пиеро (с прякор „Подагрения“ поради болестта, която го поразява – подаграта) всъщност подтиква Козимо да реши Джовани да го наследи като ръководител на семейната банка. Със смъртта на Джовани възрастният Козимо изпада в меланхолично състояние, непрекъснато преследван от проблема с наследяването. Така той решава да възложи надеждите си на децата на Пиеро: Лоренцо и Джулиано биха могли да станат помощници и приемници на болния си баща. Преди да умре, Козимо препоръчва на Пиеро да не пренебрегва образованието на двете момчета и да се отнася с тях като с мъже въпреки младата им възраст.

#### Пътувания

##### Между Венеция и Милано (1465)
Преди да го пусне да влезе в политическия живот на града, баща му Пиеро смята да повери на Лоренцо някои дипломатически мисии в Милано и Венеция, където има два клона на Банката на Медичите. По този начин младият мъж би могъл да придобие обща представа за италианската политическа ситуация и лично да тества умовете на различните владетели. На 17 април 1465 г. Лоренцо се среща с принц Федерико от Неапол в град Пиза, който е на път за Милано, за да представлява брат си Алфонсо при брака му с Иполита Мария Сфорца. Лоренцо, който междувременно се сприятелява с Федерико, е принуден да напусне Тоскана в посока Венеция, следвайки път, който би го довел до среща с основните политически личности на времето. В Болоня той се среща с Джовани II Бентивольо, докато във Ферара е посрещнат от Борсо д'Есте. От града на Есте той продължава към Венеция, където е представен на дож Кристофоро Моро. След като венецианският опит приключва, младият Медичи отива в Милано, където се среща с Франческо I Сфорца, приятел и съюзник на дядо му Козимо. В това, което е столицата на Миланското херцогство, младият Лоренцо е информиран от Пиджело Портинари, директор на местния клон на Медичите, как да се държи по време на разговора с херцога. Престоят в Милано обаче не продължава дълго; всъщност той трябва да се върне във Флоренция, за да придружи Иполита Мария Сфорца (с която той създава дълбоко приятелство, а по-късно и политическо сътрудничество) и Федерико към Кралство Неапол.

##### Рим и Неапол (1466)
Лоренцо заминава отново през 1466 г., за да отиде в Рим, където има важен клон на Банката на медичите, управляван от Джовани Торнабуони, брат на майка му Лукреция. Пиеро Подагреният дава точни инструкции за проверка на работата на банката и самият Лоренцо подписва договора, който гарантира на Медичите дял в откритите в Толфа, близо до Чивитавекия, мини за стипца, в съгласие с папа Павел II. От Рим Лоренцо достига до Гаета по Апиевия път, където е отседнал дворът на крал Феранте от Арагон, който го посреща с много публични церемонии. Впоследствие Феранте му урежда лична среща, в която младият Медичи успява да пренесе поздравите на баща си на суверена и да му опише някои от вътрешните и семейните проблеми. След завръщането си във Флоренция Лоренцо може да бъде доволен от резултата от пътуването си, но вътрешното положение на държавата не позволява спокойствие.

#### Заговор от 1466 г.
На 8 март 1466 г. настъпва сериозен удар върху стабилността на властта на Медичите, а именно внезапната смърт на Франческо I Сфорца, херцог на Милано и твърд поддръжник на криптосиньорията на Медичите. След вакуума на властта, създаден в Милано (престолонаследникът Галеацо Мария Сфорца е в Бургундия при смъртта на баща си) успоредно с лошото здраве и финансовата политика на Пиеро Подагрения (финализирана при незабавното събиране на заемите, които баща му Козимо е дал на флорентинските благороднически семейства в замяна на тяхната лоялност), който, наред с други неща, изразява намерението си да сгоди сина си Лоренцо за римската благородничка Клариса Орсини а не за флорентинка, както иска традицията, партията против Медичите се събужда.
Първият от враговете на Пиеро, много богатият Лука Пити, съюзник на фамилията Ачайоли и на Диотисалви Нерони (последният е дългогодишен приятел на Козимо Стари), организира заговор, насочен към отстраняването на Пиеро и издигането си като нов арбитър на Република. Пити и другите заговорници могат да разчитат и на външната подкрепа на семейство Есте: маркиз Борсо изпраща своя полубрат Ерколе начело на 1300 мъже във Флоренция, готов да се намеси, за да подкрепи вътрешното въстание. По-конкретно, държавният преврат предвижда убийството на Пиеро по пътя от вилата на Медичите в Кареджи до Флоренция – маршрут, който той използва за пътуване без голям ескорт.
Планът на Пити обаче е незабавно осуетен от самия Пиеро, който, предусещайки действията на заговорниците, се въоръжава и съветва всичките си поддръжници да организират контранастъпление. В същото време Пиеро успява да убеди Пити да се присъедини към фракцията на Медичите и с помощта на 2000 милански пехотинци, изпратени от Галеацо Мария Сфорца, успява да възстанови властта си. От останалите заговорници Диотисалви Нерони, Анджело Ачайоли и Николо Содерини са заточени, докато архиепископът на Флоренция Джовани де Диотисалви трябва да се оттегли в Рим. Лука Пити, въпреки че не е претърпял никакво съдебно преследване, е наказан от целия флорентински народ, който вече не го смята за един от основните си граждани и наистина го избягва и говори за него неуважително. Ролята на Лоренцо със сигурност е важна, тъй като той активно подкрепя баща си и ръководи въоръжената група, свързана с Медичите, като се отличава в защитата на живота на баща си по пътя, който води от Кареджи до Флоренция.

#### Политически възход на Лоренцо и брак с Клариса Орсини (1466 – 1469)
Пиеро изпраща Лоренцо на няколко важни дипломатически мисии, когато е още младеж. Той пътува до Милано, Болоня, Ферара и Венеция, както и в Рим при папа Павел II, за да осигури монопол за Банката на Медичите. Той се превръща в много добър дипломат още на 17-годишна възраст. Изпратен е при чичо си, за да управлява банката, но младият Лоренцо не е склонен да учи банково дело.
През 1469 г., на 20-годишна възраст, печели първа награда в турнир, спонсориран от Медичите. По случай турнира Луиджи Пулчи пише стихотворение. Николо Макиавели също пише за случая, може би саркастично, че той печели „не чрез благосклонност, а чрез собствената си доблест и умение в оръжията“. Той носи знаме, нарисувано от Андреа дел Верокио, а конят му е наречен Морело ди Венто.
Докато Флоренция се бори с венецианско-ферарската коалиция, целяща да сложи край на хегемонията на Медичите, Пиеро де Медичи продължава да представя Лоренцо като свой законен наследник начело на семейството. Всъщност малко след неуспешния заговор от 1466 г. Пиеро поставя 17-одишния Лоренцо на негово място в Балия (основният независим орган на управление на републиката) и в Съвета на стоте. С цел по-нататъшно укрепване на позицията на семейство Медичи, Пиеро и Лукреция Торнабуони решават да осъществят брачния проект между младия Лоренцо и римлянката Клариса Орсини. Клариса, произхождаща от една от най-благородните римски фамилии, е прегледана и оценена директно от Лукреция по време на престоя ѝ в Рим през 1468 г., чийто доклад е изпратен в много подробности на Пиеро. Брачният план е одобрен и от двете семейства; в допълнение към получаването на 6000 римски флорина, Медичите имат за цел да влязат в кръга на папския патриций и да придобият по-космополитен характер. Орсини, от друга страна, биха били свързани с най-богатото семейство в Европа. От своя страна Лоренцо вижда момичето и изразява своето одобрението пред майка си, на която оставя задачата да подготви брака му.
В мемоарите си (кратка колекция от важна информация и събития от живота му, съставена през 1472 г.) Лоренцо уточнява двете фази на годежа: моментът, в който Клариса му е дадена като годеница през 1468 г. (т.е. когато бракът е отпразнуван чрез пълномощник в Рим на 10 декември 1468 г. с Филипо де Медичи като представител на Лоренцо) и последващия момент, когато се състои сватбата на 4 юни 1469 г. с религиозен ритуал във Флоренция, последван от големи празненства, спонсорирани от Пиеро. В същите мемоари той също отбелязва бременността на съпругата си и раждането на първите си деца (Лукреция, Пиеро и двама близнаци, починали малко след раждането) и завършва с молитва Бог да защити нея и децата им от всякаква опасност.
Двамата са много различни: Лоренцо е търсач на удоволствия, потопен в неоплатоническата култура и любител на живота, докато Клариса е с твърдо и строго възпитание, дълбоко религиозна и слабо образована в хуманистичната литература и култура. Въпреки това кореспонденцията между двамата показва тонове на привързаност и взаимно уважение и има основание да се смята, че през годините между тях се е зародило искрено чувство. Лоренцо не посвещава никакви стихове на жена си; въпреки това се смята, че текстовете му следват стъпките на Петрарка, следователно школата на трубадурите и теориите на Андреа Капелано, според които Куртоазната любов може да бъде само прелюбодеяние и изключва брачна връзка.
Лоренцо обаче изпълнява брачните си задължения и двойката зачева десет деца през първите десет години от брака си. За разлика от баща си и дядо си той няма извънбрачни деца, нито са известни със сигурност любовниците му по време на брака му с Клариса. Въпреки различията в характерите Лоренцо обича жена си по свой начин и смъртта ѝ през 1488 г. от туберкулоза е тежък удар за него. В писмо до папа Инокентий VIII Лоренцо изразява цялата си болка и трудност да приеме загубата и липсата на своята най-скъпа и най-мила съпруга. Въпреки това той не забранява празненствата на карнавала за нея, които вместо това забранява за десетилетие поради смъртта на брат си Джулиано, и които от 1488 г. се възобновяват.

### Управление (1469 – 1492)

#### Ранни години (1469 – 1477)

##### Институционални реформи
Пиеро де Медичи не успява да вкуси плодовете на своята брачна политика. Напълно унищожен от подаграта и от произтичащите от нея усложнения, той умира на 2 (други източници свидетелстват за 3) декември 1469 г. от мозъчен кръвоизлив. Тогава едва 20-годишният Лоренцо поема властта над Флоренция заедно с брат си Джулиано, получавайки доверието на политици, свързани с Медичите. Следвайки стъпките на дядо си и баща си, Лоренцо не приема официално властта, искайки да бъде считан за обикновен гражданин на Флоренция, докато на практика централизира властта на града и държавата в свои ръце. Ключова предпоставка за управлението на Лоренцо е богатството на семейството му, което е спечелено чрез Банката на Медичите по време на управлението на дядо му Козимо.
Въпреки че е равен на дядо си по политически такт, Лоренцо открито проявява жаждата си за власт, предизвиквайки упреци и страхове у останалите магнати. В периода от 1469 до 1472 г. всъщност Лоренцо потушава всички съперничества между флорентински фамилии, за да стане върховен арбитър по всеки въпрос. Укрепването на семейство Медичи на институционално ниво се определя от създаването на Главен съвет (юли 1471 г.) и от укрепването на Съвета на стоте, последният в ръцете на про-Медичи представители, който получава власт да обнародва закони без намесата на народни органи.

###### Първа конспирация
Диотисалви Нероне и другите изгнаници, вярвайки, че се възползват от неопитността на двамата млади братя, правят заговор с Борсо д’Есте окончателно да свалят Медичите и подтикват народа на Прато да се разбунтува срещу Флоренция, тъй като това е най-близкият подчинен град. Но както критикът Джордж Фридрик Йънг обобщава, превратът е разкрит преждевременно: „Но Лоренцо успя да действа навреме; интригите в града [„Флоренция“] са осуетени от неговия такт, войските са изпратени да превземат Прато и по този начин бунтът е потушен“.

##### Война срещу Волтера
През 1472 г. Лоренцо, воден от икономически и политически причини, решава да започне война срещу Волтера. Медичите всъщност копнеят от една страна да придобият богатите ресурси от стипца, които току-що са открити, докато от друга той възнамерява да укрепи вътрешния и външния престиж на държавата (и на семейството си) чрез подчинявайки важен град в Тоскана. Войната е внезапна и завършва същата година с разграбването на града от войските, водени от Федерико да Монтефелтро. Последва клане с такова насилие спрямо хората от Волтера, което събужда презрение в душата на флорентинското обществено мнение. За да утвърди флорентинското господство над Волтера, Лоренцо решава да построи внушителна крепост, която се отличава с най-модерните отбранителни решения на времето, предвиждайки много характеристики на бъдещото укрепление в модерен стил.

#### Заговор на Паци (1478)

##### Предистория (1473-1478)
Въпреки успехите във външната политика, вътрешното укрепване и политиката на великолепие, провеждана от Лоренцо, властта на семейство Медичи все още е обект на търкания от страна на някои флорентинци, но още по решителни са машинациите на някои от най-важните италиански владетели. Папа Сикст IV, който първоначално е в приятелски отношения с Лоренцо, се сблъсква с него относно папския проект за окупиране на стратегическите крепости на Имола и Фаенца – два града много близо до северната граница на републиката (1473-1474), и Чита и Кастело, добре известен преден пост на флорентинските интереси в Умбрия. Такава стратегическа маневра всъщност би довела до обкръжаването на Флоренция, което е неприемлива ситуация за господството на Медичите. Напрежението е допълнително изострено в лицето на отказа на Лоренцо, главният банкер на Ватикана, да плати на папата сумата от 40 000 флорина, необходима за закупуването на Имола от Сфорца. Противопоставянето на Медичи е добре мотивирано: целта на Сикст IV всъщност е да постави Флоренция в ръцете на своя амбициозен племенник Джироламо Риарио, разширявайки сферата на влияние на папската държава до степен, определяща подчинението на цяла Централна Италия на папската политика. Отказът на Лоренцо предизвиква затягане на дипломатическите отношения между Флоренция и Папската държава. Подтикван от своя племенник, папа Сикст IV започва да плете мрежа от интриги срещу Медичите, включващи архиепископа на Пиза Франческо Салвиати, херцога на Урбино Федерико да Монтефелтро, краля на Неапол Феранте I и Република Сиена.
Установени са контакти с основните изразители на вътрешния антимедически фронт във Флоренция, сред които се откроява древното и много богато магнатско семейство Паци, уплашено от нарастващата сила на Лоренцо и от подривната дейност на някои републикански структури. Процесът, който от изострянето на отношенията между синьорията и папството довежда до заговора, отнема четири години. Това може да се обясни със съвременната еволюция на италианската политическа ситуация; всъщност едва след насилствената смърт на херцога на Милано Галеацо Мария Сфорца (26 декември 1476 г.), с когото Лоренцо винаги е поддържал отлични отношения, и избухването на последвалата гражданска война между регентката Бона Савойска и шуреите, че заговорниците решават да действат открито. Те възнамеряват да се възползват от временното отслабване на Медичите, останали без военните средства на съюзниците, които поддържат властта им през последните години.

##### Атентат на 26 април
Първият опит за физическо елиминиране на двамата млади Медичи е направен на 25 април, когато Якопо де Паци мисли да отрови ястията, запазени за Лоренцо и Джулиано. Джулиано обаче има неразположение, което не му позволи да участва в приема, което принуждава заговорниците да действат различно. Поводът се появява отново на следващия ден, т.е. на 26 април 1478 г. Докато слушат литургия в Санта Мария дел Фиоре, в момента на издигането на осветената нафора, двамата братя са нападнати: Джулиано е смъртоносно прострелян от убийците Бернардо Бандини Барончели и Франческо де Паци, докато Лоренцо, леко ранен от свещеника от Волтера Антонио Мафей, се спасява, като се скрива в Новата сакристия, подпомогнат от някои приятели, включително Анджело Полициано и Франческо Нори, който поставя тялото си пред камата на убиеца, спасявайки му живота.
Съдбата на Лоренцо, скрит в сакристията, в крайна сметка се определя от народното въстание в негова полза; хората всъщност, след като скоро научават за кощунственото нападение, се надигат с вика „Топки! (Palle!)" (в алюзия с топките, поставени върху герба на Медичите), нахвърляйки се срещу заговорниците. В същото време знаменосецът Чезаре Петручи, след като чува за нападението, арестува някои заговорници, водени от архиепископ Салвиати в Палацо Векио, като ги обесва.

##### Отмъщение срещу заговорниците
Отмъщението срещу Паци и техните съюзници е ужасно, защото по този начин ще да стане пример срещу всеки, който някога би поискал в бъдеще да подкопае властта на Медичите над града. Лоренцо пристъпва към поредица от екзекуции на Пиаца дела Синьория, включително тази на двамата главни водачи на заговора – Якопо и племенника му Франческо де Паци, заловени при опит да избягат от Флоренция. От другите членове на семейството само Гулиелмо е пощаден, тъй като той е чужд на фактите, а също и защото е съпруг на Бианка, сестрата на Лоренцо.
Въпреки това, Гулиелмо и съпругата му, поради принадлежност към семейство Паци, са принудени да заминат в изгнание. Бернардо Бандини, който се опитва да получи защита от султан Мехмед II, е репатриран и екзекутиран. Популярността на Лоренцо е на върха си, тъй като той е възприеман като обект на омраза от няколко размирници без популярни последователи. На тържественото погребение, което Лоренцо кара да отслужат в Сан Лоренцо за неговия брат Джулиано, присъстват всички флорентински граждани. Трагичната атака кара Лоренцо да спре за десетилетие, а след това до 1488 г. всички събития, свързани с карнавала.

#### Война срещу Медичи

##### Пътуване до Неапол
Лоренцо, наказвайки организаторите на заговора, си спечелва гнева на Светия престол. Сикст IV, възмутен от отношението, запазено за заговорниците и преди всичко от обесването на духовник, започва открита война срещу Лоренцо: той отлъчва него и лидерите на републиката, затваря и арестува членовете на римските клон на Банка Медичи, открито се съюзява с краля на Неапол Феранте I, със Сиена, Лука и Урбино, и обявява война на Флоренция, съюзявайки се с Милано и Венеция. Лоренцо, подкрепен от гражданите и от тосканското духовенство (което от своя страна отлъчва папата), се заема с подготовката на военната отбрана. Синът на крал Фердинанд I навлиза в териториите на Флоренция и започва война. Лоренцо успява, с помощта на съюзници от Болоня и Милано, да задържи хода на войната. След месеци на изтощителни борби, в които слабата Флоренция получава малко помощ от своите съюзници и вижда дезертьорството на някои наемници, изпратени от нея, войната претърпява обрат през 1479 г., когато антифлорентинската коалиция превзема след дълго време обсада Коле ди Вал д'Елса.
Лоренцо, виждайки сериозността на ситуацията, по съвет на Лудовико Мавъра и със съгласието на Синьорията тайно напуска Флоренция, като поверява управлението на държавата на гонфалониера Томазо Содерини в негово отсъствие;. След това той тайно отплава от пристанището на Вада и смело отива в Неапол, за да се преговаря с крал Феранте. Съзнавайки обаче, че кралят на Неапол е участвал в заговора от предходната година, Лоренцо не си тръгва, преди да получи от Лудовико Мавъра и Иполита Мария Сфорца уверението, че Феранте няма да го затвори и убие, както обикновено се прави с гостите на неговите врагове. Кралят, който почтено задържа знатния флорентински гост в продължение на три месеца, се надява, че Флоренция, в лицето на продължителното отсъствие на Лоренцо, ще се разбунтува и ще премине на страната на папата.

##### Мир
Като се има предвид лоялността на флорентинците към техния господар, Феранте се съгласява с молбите за мир. Натиск върху краля оказва и неговата снаха Иполита, която, надарена с отлична култура и политически способности на баща си Франческо, се опитва от една страна да задържи брат си Лудовико Мавъра в съюза с Флоренция, а от друга – да го убеди да продължи преговорите с краля на Неапол, за да предотврати падането на Лоренцо в името на древния съюз, който тече между двете семейства. Чрез блестяща дипломация успява да се справи с тази криза и да си върне доверието на гражданите. Този успех му позволява да направи конституционни промени в правителството на Флоренция и така засилва властта си.
Мирът има голям отзвук във Флоренция: при завръщането си на 13 март 1480 г. Лоренцо е посрещнат от флорентинците като спасител на родината, докато Сикст IV, заобиколен от новата коалиция между Флоренция, Неапол и Ферара и ужасен от превземането на Отранто от турците, предлага мир и освобождава Лоренцо от отлъчване на 3 декември 1480 г. Николо Макиавели, в своята Флорентинска история, оценява триумфа на Медичите така: „Затова Лоренцо се върна във Флоренция много по-велик, ако бе напуснал велик, и бе посрещнат с онова веселие на града, което заслужаваха неговите велики качества и свежи заслуги, след като изложи живота си, за да възстанови мира в родината си.“
Въпреки последвалите екзалтации мирът по същество се оказва провал, тъй като крал Феранте не отзовава сина си Алфонсо от Тоскана, който със собствените си войски продължава начинанието на Сиена, заплашвайки да подчини Флоренция. Това, което по-скоро спасява Лоренцо, е кървавото турско нашествие в Отранто, което принуждава Феранте да отзове Алфонсо от Тоскана, за да го изпрати в Пулия. Въпреки избиването на цивилни от страна на турците, Лоренцо е толкова щастлив от това събитие, че изсича възпоменателен медал в чест на султана. Това подхранва слуховете, че самият той, в общение с Република Венеция, е призовал турския султан да нахлуе в Отранто, за да се освободи от арагонското присъствие в Тоскана. На 30 ноември 1480 г. той публично заявява, че флорентинският народ предпочита да падне „в ръцете на турците, отколкото да остави земите си в ръцете на сиенците и на техните врагове“, заявявайки, че няма да изпрати никаква помощ на крал Феранте, ако последният първо не върне отнетите му земи. Този акт изглежда на Феранте като нагло изнудване, така че в края на декември той дава да се разбере, че съюзът му с Флоренция и Милано трябва да се счита за разтрогнат.

#### Лоренцо – „стрелката на италианския кантар“
През 80-те години на XV век Лоренцо влиза в ролята на балансьор – поддържа мира между Рим, Флоренция, Венеция, Милано и Неапол – петте големи италиански сили. Също така се грижи за добрите отношения с големи европейски държави като Франция, както и с Османската империя и султан Мехмед II. Във външната политика той печели голям престиж, дотолкова че един по-късен историк, Филипо де Нерли (1486 – 1557), го нарича „стрелката на кантара“ на италианската политика. Всъщност дипломатическата способност на Медичи е призната от всички господари на полуострова – фактор, който Лоренцо използва, за да поддържа климат на общ мир, целящ да запази жива мечтата на неговия дядо Козимо със създаването на Италийската лига. Освен това умението и убеждаването, с които Лоренцо успява да отстрани целите на французите от Италия, го правят фигура от международно значение, до степен че различните суверени на Европа го смятат за монарх, а не за обикновен гражданин на Република. Лоренцо е съветник на суверени като император Фридрих III от Австрия, Матиас Корвин, крал на Унгария, и други европейски принцове.
Политическите и културно-политическите му успехи обаче водят до икономически неуспех. По време на управлението му активите на банката на Медичи намаляват значително. Има различни причини за това – Лоренцо няма кой знае какви икономически познания, а също така по това време Бургундската империя, която е силно задлъжняла към Медичите, се разпада. В този период се случват и други събития, които имат влияние – Войната на розите в Англия, Османската експанзия и последвалата Османо-венецианска война.

##### Съюз с Инокентий VIII и Рим
След приключването на Войната със солта старият папа Сикст IV умира (12 август), елиминирайки от политическата сцена един опасен враг и смутител на италианския мир. На следващия конклав през 1448 г. е избран генуезкият кардинал Джовани Батиста Кибо, който приема папското име Инокентий VIII. С новия папа – човек с малка политическа величина Медичите се обвързат още повече с Папството, благодарение на благосклонността, която Светият отец има към Лоренцо Великолепни. Лоренцо е убеден, че само съюзът между Флоренция, Неапол и Папската държава ще държи чужденците далеч от италианска земя.
Възползвайки се от сърдечните си отношения с новия папа, Лоренцо успява да издейства за сина си Джовани – бъдещият папа Лъв X, кардиналската шапка. В замяна Лоренцо ще даде дъщеря си Мадалена за жена на узаконения син на папата Франческето Чибо, което се случва през 1488 г. През март 1487 г., винаги с оглед на тази проримска политика, Лоренцо жени най-големия си син Пиеро за роднина на съпругата си Клариса, Алфонсина Орсини, дъщеря на Роберто Орсини, като по този начин допълнително укрепва семейството си и му придава още по-голяма международна привлекателност.

##### Други успехи на външната политика
Подсилен от успеха, постигнат след 1480 г., Лоренцо успява, ту благодарение на използването на дипломацията, ту на използването на военна сила (въпреки че не е получил истинско военно образование в най-широк смисъл), да разшири границите на Република. През 1484 г. флорентинските войски изтръгват Пиетрасанта от генуезците – важен военен пост, от който Флоренция може да застраши Лука в случай на война.
През 1487 г. идва ред на Сардзана и крепостта Сардзанело, превзети от генуезците и останали в ръцете на Флоренция, след като лигурийците се опитват да ги завладеят отново. Отношенията с другите тоскански републики също се подобряват: Лука, първоначално враждебно настроена към Лоренцо, а сега застрашена от крепостта Сардзана, сключва съюз с Флоренция; същото важи и за традиционния враг на Флоренция – Сиена, където Лоренцо успява да наложи правителство в своя полза.

#### Вътрешна политика

##### Съвет на седемдесетте
Подсилен от тези успехи във външната политика, Лоренцо допълнително концентрира властта в ръцете си чрез създаването на Съвета на седемдесетте – управителен орган, съставен от членове, подкрепящи Медичите, който трябва да обсъжда както административните, така и военните въпроси. Това на практика доведе до намаляване на авторитета на Приорите и Гонфанолиера на справедливостта, които имат различни задачи и не позволяват такава бърза правителствена дейност в случай на нужда.
Истинската сила на този нов орган на властта, роден да укрепи властта на Медичите след опасността от 1478 г., се състои във факта, че изборът на членове не подлежи на ротация, абсолютно изключение в рамките на флорентинската демократична система. Създаването на такова събрание, което очевидно не засяга валидността и функционалността на другите републикански структури, като Съвета на стоте или самия гонфалониер, трябва да бъде pro tempore, с продължителност само пет години, за да осигури нуждите на продължаващите войни.. Тази политика на централизация продължава до 1490 г., когато Лоренцо продължава да ограничава съвета от 70 до седемнадесет членове, чиято колегия се председателства пряко от главата на семейство Медичи и ръководи икономическите въпроси.
Освен това Лоренцо урежда да установи родителски връзки с някои знатни флорентински семейства, омъжвайки най-голямата си дъщеря Лукреция за Якопо Салвиати на 10 септември 1486 г. – семейство, към което принадлежи Франческо Салвиати, който прави покушение над живота на Лоренцо няколко години по-рано. Предпоследната дъщеря, Контесина, е предназначена за Пиеро Ридолфи, но бракът е отпразнуван през 1494 г., когато Лоренцо е мъртъв от две години.

##### Възраждане на Пиза
При управлението на Лоренцо, град Пиза, завладян от флорентинците през 1406 г.. показва първите признаци на възраждане след дълъг период на стагнация и криза поради ограничителните мерки, наложени от Флоренция на Албици. Лоренцо осъзнава, че е необходимо да върне на града – единственото пристанище на републиката, серия от предимства, които ще рестартират неговата икономика и социален живот: изграждането на нови граждански и обществени сгради. повторното отваряне на Студиума през 1473 г. и насърчаването на морската дейност (остатъчно е да си спомним за търговския договор, който Хенри VII от Англия сключва с Флоренция, превръщайки града в център на търговията между Англия и Италия), дава на Пиза нова икономическа и културна роля. Управлението на повечето от тези интервенции е резултат от сътрудничеството на Лоренцо Морели, Филипо дел Антела и Пиеро Гучиардини, които през 1491 г., след като поемат извънредните правомощия в рамките на Съвета на седемдесетте от Пиза, започват работа по реконструкция, която се обезмисля от смъртта на Лоренцо Великолепни на следващата година.

#### Последни години (1488 – 1492)

##### Джироламо Савонарола
Последните години на Лоренцо са белязани и от тежката морална цензура, която се разпространява във Флоренция поради доминиканеца Джироламо Савонарола. Родом от Ферара, Савонарола е повикан през 1482 г. от Великолепния, привлечен от славата му на способен оратор. Въпреки това, изправен пред първоначалните неуспехи, които среща монахът, Савонарола е отдалечен за шест години от Флоренция – град, към който ще бъде насочен отново през 1490 г. по настояване на Лоренцо. Причините за отзоваването от Великолепния могат да се отдадат на влиянието на философа неоплатонист Джовани Пико дела Мирандола, силно привлечен от катарзисисните и апокалиптичните теми, развити от Савонарола по време на престоя му в Болоня и Ферара през онези години,
Завръщането на монаха, който ще стане приор на манастира Сан Марко през 1491 г., бележи началото на емоционален смут за Лоренцо Великолепни, обвинен, че е покварил флорентинските обичаи с класическото си езичество и че е потискал републиканските свободи. Въпреки това Лоренцо остава винаги невъзмутим пред моралната непреклонност на доминиканеца, с когото вероятно споделя нуждата от реформа на Църквата.

##### Физически упадък и смърт
В последните години от живота си Лоренцо де Медичи желае да създаде огромна библиотека в семейната вила в Кареджи. За събирането на книги му помагат Анджело Полициано и Джовани Пико дела Мирандола. Лоренцо не успява да завърши това си начинание, защото умира в късната вечер на 8 април 1492 г.
Още от втората половина на 1480-те години здравето на Лоренцо започва бавно и неумолимо да се влошава поради наследствената болест на семейство Медичи – подаграта. Той се опитва все повече и повече да намери освежаване и здраве в тосканските минерални извори, но с малък успех. Вече вдовец от няколко години (Клариса умира на 30 юли 1488 г. сред безразличието на флорентинците), през пролетта на 1492 г. Лоренцо претърпява окончателен крах. Въпреки че няма сериозна форма като тази на баща си Пиеро, Лоренцо умира едва 43- годишен поради гангрена, причинена от язва, подценена от лекарите предходната година – усложнение, което причинява бързото му физическо влошаване.
Пренесен във вилата на Кареджи, Лоренцо Великолепни, след като се опитва да предупреди своя син и наследник Пиеро за мерките, които трябва да бъдат взети за управлението на вътрешната и външната политика във Флоренция, умира през нощта на 8 април. На смърното си ложе той е заобиколен от най-близките си приятели, включително Джовани Пико дела Мирандола и Анджело Полициано, и от роднини, както и религиозно утешаван от самия Савонарола. В писма, писани от свидетели на смъртта на Лоренцо, се казва, че той умира спокойно, след като чува Евангелието за деня. Има слух, че Лоренцо е прокълнат в последните си мигове от Савонарола, но това е опровергано в книгата на Роберто Ридолфи „Животът на Джироламо Савонарола“. Има легенди, според които смъртта на Лоренцо де Медичи е съпътствана от различни знамения: удрянето на купола на Флорентинската катедрала от мълния, появата на духове.
Смъртта му флорентинците в състояние на ужас и отчасти на болка. На 9 април тялото на Лоренцо е отнесено в манастира Сан Марко за погребалния обред (изискван без пищност, както поисква самият Лоренцо) и след това поставено в порфирен саркофаг в Старата сакристия на базиликата Сан Лоренцо, семейна църква. Само десетилетия по-късно, през 1559 г., тленните му останки и тези на брат му Джулиано са преместени в Новата сакристия, в саркофаг – дело на самия Микеланджело.
След смъртта на Лоренцо Великолепни Синьорията и консулите във Флоренция издават указ, който гласи: „Като се има предвид, че най-видният човек в този град, наскоро починалият Лоренцо де Медичи, през целия си живот не отказа възможността да защити, увеличи, украси и издигне този град, но и винаги бе готов със съвет, авторитет и страдание, в мисли и дела, не се сви нито от неприятности или опасност за доброто на държавата и нейната свобода… изглежда добре за Сената и народа на Флоренция да установят публично свидетелство за благодарност към паметта на този човек, за да може мъжеството да не остане непочетено сред флорентинците и за да може във времената, които идва, други граждани да бъдат подтикнати да служат на общността с мощ и мъдрост.“

#### Политически последици от неговата смърт
Възклицанието на господарката на Имола Катерина Сфорца: „Природата никога повече няма да създаде такъв човек!“, в допълнение към подчертаването на щедростта на починалия, също така иска да подчертае много сериозната загуба за Италия на най-квалифицирания италиански политик – чувство, споделяно и от другите принцове на полуострова. Всъщност Лоренцо успява да запази Италийската лига, създадена от неговия дядо Козимо почти 40 години по-рано, избягвайки войни, от които чужди сили биха могли да се възползват, въпреки че трябва да се има предвид, че дори докато той е жив, има войни за разделяне на Италия: Тосканската война след Заговора на Паци (26 април 1478), Заговорът на бароните (1485 – 1486) и Войната на солта/Войната за Ферара (1482 – 1484).
Наследникът на Лоренцо, Пиеро II Злочестият, се оказа неадекватен в управлението на сериозната ситуация, управлявайки надменно и заемайки раболепно отношение пред лицето на заплахата от страна на Шарл VIII, крал на Франция. През 1494 г. Флоренция се разбунтува и предава властта на монаха Джироламо Савонарола, който е обесен и изгорен на клада четири години по-късно. По този начин неспособният Пиеро е принуден да напусне Флоренция, докато полуостровът потъна в Италианските войни.

## Флоренция на Лоренцо Великолепни

### Кръг на интелектуалците и Неоплатоническа академия
Бе казано, че Лоренцо въплъщава самото значение на Ренесанса: либерален, обичащ удоволствията, проницателен, интелигентен и искрено отдаден на хуманистичната мисия, Лоренцо кани писатели и художници в семейния дворец на Виа Ларга (сегашен Дворец „Медичи-Рикарди“), и понякога ги приема и в другите вили на Медичите по време на пътуванията си. Голямата група от писатели и хуманисти, които посещават дома му, е разнообразна и разнородна. Те варират от платонизма на Кристофоро Ландино и Марсилио Фичино до еклектизма на Джовани Пико дела Мирандола, за да преминат от ценната и ерудирана филология на Анджело Полициано до комично-тосканския реализъм, който витае в поемата „Морганте“ на Луиджи Пулчи. Тази разнородност се дължи на стилистично-риторичната гъвкавост на самия Лоренцо, внимателен и любопитен към всеки клон на човешкото познание и литературните тенденции на възродения простонароден език.
Всъщност Лоренцо, посъветван от Ландино и Фичино, е този, който възстановява силата и жизнеността на Неоплатоновата академия във Вилата на Медичите в Кареджи, вече основана от самия Фичино през 1462 г. от името на Козимо де Медичи, като по този начин следва вкуса на „Втория хуманизъм“. Във философските събрания, провеждани в Кареджи, организирани според съвременен академичен модел, не само Фичино, Ландино и Полициано седят на масата, но също така и самите Джулиано и Лоренцо де Медичи, като по този начин се установява уникално духовно и интелектуално общение между „защитените“ и „закрилниците“. Всъщност приятелствата на Лоренцо са много близки с учените и хуманистите, които посещават кръга му, поверявайки на Полициано задачи, свързани с домашния живот на Дом Медичи. Например той е възпитател на децата му до 1479 г., когато хуманистът има големи търкания с жена му Клариса Орсини относно образованието на децата, което го принуждава да се отдалечи от тази му роля.

### Обществени сгради
Лоренцо, съзнаващ, че властта му се основава на съгласие и на ползата, която неговата личност може да донесе на Флоренция, се отличава в изграждането на множество строителни работи, насочени към спечелване на колективна подкрепа. Член, започвайки от 1470 г., на комисията (наречена degli Operai del Palagio), натоварена с обновяването на артистичното оформление на Палацо Векио, Лоренцо продължава до края на живота си да се интересува от градски и артистични проекти, насочени към декориране на Флоренция. Той спонсорира преструктурирането на района около Баптистерия на Сан Джовани, предлага и принос за възстановяването на църкви (по-специално търга за украса на фасадата на Санта Мария дел Фиоре през 1491 г.) и построява важни дворци с привкус на Филипо Брунелески и Леон Батиста Алберти.
Лоренцо установява, че от 1434 г. до 1471 г. със семейството си са изхарчили 663 000 флорина, които днес са приблизително 460 млн. щатски долара, за благотворителност. По време на управлението му Флоренция става най-важният град на изкуствата от епохата на Ренесанса. Един от най-важните проекти, които подпомага, е построяването на църквата „Сан Салваторе ал Монте“.

### Меценат на изкуството
Интензивната дейност като любител на изкуството позволява на Магнифико да влезе в контакт с големите художници на времето; За него работят Антонио дел Полайоло, Филипино Липи и Сандро Ботичели, които ту са наемани за декорацията на празненствата му, ту като представители на флорентинската фигуративна култура извън границите на Тоскана. В допълнение към художниците Лоренцо Великолепни защитава и скулптора Андреа дел Верокио (който създава Кенотаф на Николо Фортегуери в Катедралата на Пистоя) и архитекта Джулиано да Сангало, пропагандатор на този еклектизъм, използван за обществени работи, който ще архитектурна основа за Вила „Медичи“ в Поджо а Каяно.
В музикалната област Лоренцо е покровител и другар на фламандския композитор Хайнрих Исак, който обучава децата му. Загрижеността му е също така да насърчава раждането на бъдещи поколения флорентински художници, основавайки първата Академия за изкуства, която историята познава в градината на Сан Марко, къдетоса посрещани най-обещаващите художници, излезли от работилниците на Верокио и на Гирландайо. Сред тези млади мъже, които могат да използват класическите статуи, собственост на Лоренцо, и съветите на ученика на Донатело, Бертолдо ди Джовани като модели, е и много младият Микеланджело Буонароти, който често посещава градината от 1489 до 1492 г. и печели възхищението на Великолепния заради вродените ѝ талант, дотолкова че той го посреща като свой син и го кара да яде на собствената му маса.

### Културно насърчаване
Любовта към културата и изкуството, показана от Лоренцо Великолепни и покровителството на новите обещаващи флорентински художници, не е продиктувано само от самия вкус към визуалното изкуство. Лоренцо, като проницателен политик, възнамерява да използва изкуството за политически цели, предлагайки на другите италиански принцове някои от най-добрите си художници, за да изведат образа на Флоренция като „нова Атина": „Лоренцо поиска флорентински художници, скулптори и архитекти да приемат задачи извън града. Той препоръча на краля на Португалия архитектите Джулиано да Сангало и Андреа дел Верокио; той не направи нищо, за да попречи на Верокио да пътува до Венеция, за да изпълни конния паметник на Колеони, нито Ботичели и Доменико Гирландайо да участват в украсата на стените на Сикстинската капела в Рим“.
Самият Леонардо да Винчи е изпратен в Лудовико Ил Моро първоначално като музикант, за да демонстрира своя гений като създател на празненства, игри и най-вече като художник и военен инженер.
Лоренцо използва Флорентинската школа за изящни изкуства за дипломатически цели. Пример за това е работата, която възлага на Доменико Гирландайо, Сандро Ботичели, Пиетро Перуджино и Козимо Росели – да направят стенописите в Сикстинската капела. Смята се, че с тази задача цели да укрепи съюза си с папа Сикст IV.

## Лоренцо като писател
Една от основните цели на Лоренцо е да превърне Флоренция във водеща сила в Италия. Той води последователна културна политика, в която взима пряко участие като поет – пише поезия на родния си тоскански език.
Самият Лоренцо не поръчва много неща за себе си, но помага на творци да си намерят покровители. Дядото на Лоренцо – Козимо започва страстно да колекционира книги. От тях е съставена Библиотеката на Медичите, която по-късно е наречена Библиотека Лауренциана по името на Лоренцо. Последният продължава това дело: той изпраща хора, които да събират голям брой класически произведения от Изтока, след това наема писари, които да преписват тези книги и да ги разпространяват из Европа. Самият Лоренцо поддържа около себе си кръг от приятели учени. В него влизат Марсилио Фичино, Анджело Полициано и Джовани Пико дела Мирандола. Козимо де Медичи подкрепя и насърчава Марсилио Фичино при възобновяването на Платоновата академия и Неоплатоническата школа, в която се възвръща интереса към философията на Платонизма и на Неоплатонизма. Самият Фичино извършва мащабна и влиятелна дейност по превода и коментарите на Диалозите на Платон.

### Литературно творчество
Лоренцо е автор на лирически, епически, философски и сатирически произведения. Най-ранните му творби са от втората половина на 60-те години на XV век, първите му печатни издания са от 1554 г. Ранните му произведения са в жанра на еклогата. Като творец Лоренцо безспорно е твърде неравен и еклектичен. Той има една пародийна поема – „Пирът“, и няколко пасторално-комически поеми – „Ловецът на яребици“, „Ненча от Барберино“, в която гражданинът Валера възславя в ироничен стил любовта си към селянката Ненча. Поемата е известна в четири различни редакции, но днес все повече се утвърждава мнението, че тя не е съчинение на Лоренцо. Специфичният ѝ стил не изключва да е написана от един от братята Пулчи. От 70-те години датира философската му поема „За върховното благо“. Също така има сборник с философско-теологически разсъждения – „Религиозни глави“, съставен през 1473 г. Други значими негови творби са лиро-епическите му поеми „Гори“, „Амбра“, а също така и сборниците му „Карнавални песни“ и „Песни за танци“. През 90-те години Лоренцо пише религиозна поезия – „Представяне на светите Йоан и Павел“ и „Похвални песни“. Освен с лирика Лоренцо се занимава и с проза. Автор е на две новели в бокачов стил– „Джиневра“ и „Якопо“.
Един от най-известните му сборници е „Песенник“, който обаче не е напълно завършен. Той съдържа 151 сонета, 2 балади, 5 секстини и 8 канцони. Този сборник е писан доста дълго време – от края на 60-те години до средата на 80-те години на XV век. Основни източници на вдъхновението му са Петрарка, Данте, Анджело Полициано и Луиджи Пулчи. Най-обхватно вплетеният хипотекст в „Песенник“ е „Метаморфози“ от Овидий, но също и от „Фасти“ и „Любовни елегии“. Един от сонетите е „Аз сядам често върху някой камък“. В него няма оригиналност, а възражда по-ранни мотиви от Долче стил нуово.
Аз сядам често върху някой камък
и на дланта си бузата подпрял,
потънал в размисли за своя дял,
със спомените си оставам сам:
от онзи час, когато ме направи
Амур свой най-онеправдан слуга,
през всяка радост или пък тъга,
които той на пътя ми постави,
та чак до днес, когато разсъждавам
как дълго съм прекарвал дни и нощи
в сълзи, тъй както той е повелил.
За всичко своя жребий обвинявам!
Единствено измъчва ме все още,
Популярни са били и остават неговите карнавални песни, запомнящи се с игривия си ритъм и несложната си философия (призив за наслаждения от живота в духа на хорациевото Carpe diem. В италианската поезия Лоренцо Великолепни остава с христоматийния си „Триумф на Бакх и Ариадна“, непревеждан на български език. Тя е описание на алегорическите фигури в едно карнавално шествие, но въведението е възхвала на младостта и радостта от живота”:
Днес е време за наслади,
а за утре не мислете;
днеска всички – стари, млади,
весели за час бъдете,
тъжни мисли оставете!
Кой за младостта нехае!
Радвайте ѝ се, това е:
утре може да скърбим.
Хей, любовници заклети,
на Амор и Бакхус слава!
Пейте песни и свирете!
Празникът да продължава.
Болест тук не се признава.
Кой за младостта нехае!
Радвайте ѝ се, това е:
Лоренцо е повлиян и от платоническата философия. В сонетите си той смесва мотиви от куртоазната лирика и стилновизма с новата платоническа философия на любовта. Лоренцо използва езика на Данте – тосканското наречие, за което твърди, че може да възпроизведе точно толкова чувства, колкото и латинският. Сонетът не е обикновено стихотворение – имало е цели сонетни серии, които съдържат като микро сцени от драмата на страстта. В сонетите му има наративни моменти, които преминават от сонет в сонет. Лоренцо следва петраркистко-овидиански сюжет, но в същото време го измества, като го отнася към собствената си личност. Лоренцо представя явяването на любимата под формата на светлина, съпътствано от мистически преживявания. На равнището, в което текстът заявява за какво говори, този вид поезия ни създава усещането за възвишена духовност, устрем нагоре към божественото, но когато се анализира езиковото равнище, се оказва, че зад възвишеното и духовното се крие една подчертана сексуална еротика, както подчертава гл. ас. д-р Богдана Паскалева, преводачката на „Песенник“ на български език.

## Брак и потомство
∞ 7 февруари 1469 г. в Рим за Клариса Орсини (* ок. 1453 в Рим, † 30 юли 1487, Флоренция), дъщеря на Якопо (Джакомо) Орсини, господар на Монтеротондо и Брачано, и съпругата му и братовчедка Мадалена Орсини, от която има 10 деца, от които 3 умират като малки. Някои от тях са от първостепенно значение за историята на Ренесансова Италия и Флоренция.
- Лукреция Мария Ромола де Медичи (* 4 август 1470, Флоренция; † 10 ноември/15 ноември 1553, Рим), ∞ 10 септември 1486 във Флоренция за Якопо Салвиати (* 15 септември 1461, Флоренция; † 6 септември 1533), италиански търговец и политик, посланик на Флорентинската република, син на Джовани Салвиати и на Елена (или Мадалена) Гонди Буонделмонти, от когото има 11 деца, някои от които заемат важни позиции или са родители на водещи фигури в историята на Италианския ренесанс.
- Братя-близнаци (*/ †март 1471 след раждане).
- Пиеро де Медичи „Злочестия“ (* 15 февруари 1472, Флоренция; † 28 декември 1503 в река Гариляно), владетел на Флоренция (1492 – 1494); ∞ март 1488 за Алфонсина Орсини (* 1472, † 7 февруари 1520, Флоренция), дъщеря на Роберто Орсини, граф на Талякоцо, и на Катерина Сансеверино, от която има 5 деца.
- Мария Магдалена Ромола де Медичи (* 25 юли 1473, Флоренция; † 2 декември 1519, Рим), ∞ 25 февруари 1487 в Рим чрез представител и 20 януари 1488 г. лично за Франческо „Франческето“ Чибо (* ок. 1449/1450 в Неапол, † 25 юли 1519 в Рим) от фамилията Чибо, незаконен син на папа Инокентий VIII, граф на Латеранския дворец (1490), на Ферентило (1517), синьор на Ангуилара и Черветери (1490), Римски барон (1515), патриций на Флоренция, Неапол и Пиза (1488), на Витербо (1516), губернатор на Рим (1487), генерал губернатор на папската армия (1487), губернатор на Сполето (1513), от когото има 8 деца.
- Беатриса де Медичи († 1474 като бебе).
- Джовани де Медичи (* 11 декември 1475, † 1 декември 1521), известен като папа Лъв X (9 март 1513 – 1 декември 1521 г.)
- Луиза Контесина Ромола де Медичи, наречена Луиджа (* 25 януари 1477, Флоренция; † лято 1488, пак там), сгодена за Джовани де Медичи, нар. ил Пополано.
- Контесина Антония де Медичи (* 16 януари 1478, Пистоя, † 29 юни 1515 в Рим), ∞ май 1494 във Флоренция за пфалцграф Пиеро Ридолфи (* 1467, † 1525), от когото има 5 деца.
- Джулиано II де Медичи (* 12 март 1479, Флорениця; † 17 март 1516, пак там), херцог на Немур; ∞ 1515 във френския двор за Филиберта Савойска (* 1498, † 4 април 1524), дъщеря на Филип II Савойски Безземни – 7-и херцог на Савоя и втората му съпруга Клодин дьо Брос Бретанска – графиня на Понтиевър, сестра на 9-ия херцог на Савоя Карл III (II) Савойски, леля на френския крал Франсоа I. Двамата нямат деца. Има 1 извънбрачен син.

Малко след сватбата на Лоренцо баща му Пиеро умира и Лоренцо поема властта. Семейство Медичи е в добро финансово положение, когато се възкачва новият управник. Лоренцо не успява да подготви свой наследник, който да поеме управлението след смъртта му. Наследник на Лоренцо е неговият най-голям син – Пиеро ди Лоренцо де Медичи, познат като Пиеро II Злочестия. През 1494 г. той пропилява наследството и сваля династията на Медичите. Вторият му син Джовани, който става папа с името Лъв X, завзема града през 1512 г. с помощта на испанската армия. През 1531 г. племенникът на Лоренцо – Джулио ди Джулиано де Медичи, когото Лоренцо отглежда като свой син и който по-късно става папа с името Климент VII, задава управлението на Медичите във Флоренция като поставя Алесандро де Медичи като първи наследствен херцог на града.

## Характер и външен вид

### Външен вид
Лоренцо е описан като доста обикновен на вид и със средна височина, с широки рамена и къси крака, тъмна коса и тъмни очи, смачкан нос, късоглед и с груб глас. Брат му Джулиано, от друга страна, е смятан за красив. Той е „златното момче“, използвано от Ботичели за модел в картината „Марс и Венера“.
Близкият приятел на Лоренцо – Николо Валори го описва като физически добре строен, с грозно лице и маслинен тен, но със страхотни вътрешни качества: „Лоренцо бе над средния размер, с широки рамене, солидно и здраво тяло и такава пъргавина, че в това не бе равен на никого другиго, и въпреки че в другите външни качества на тялото природата бе негова мащеха, все пак по отношение на вътрешните му качества тя му се показа като доброжелателна майка; в допълнение към това имаше маслинен цвят и дори да нямаше красота в това лице, все пак то бе пълно с такова достойнство, че у зрителите вдъхваше благоговение; той беше със слабо зрение, имаше хлътнал нос и напълно лишен от обоняние...“.
- Изображения на Лоренцо Великолепни
- Лоренцо (в центъра), изрисуван от Гирландайо в Капела Сасети.
- Медал с Лоренцо, ок. 1485/1500 г. Школа на Николо Фиорентино.
- Медал с Лоренцо от Николо Фиорентино, ок. 1490 г.
- Медал с Лоренцо на Медалировчика с клещите
- Медал с Лоренцо от Бертолдо ди Джовани
- Портрет на Лоренцо от Рубенс, 1620-те г.
- Камео с изображение на Лоренцо от Джовани Антонио де Роси.
- Аньоло Брондзино, Портрет на Лоренцо де Медичи, маслени бои върху платно, 1555/1565, Уфици, Флоренция.

### Характер
Франческо Гучардини във „Флорентинска история“ казва: „[Лоренцо] бе сладострастен и напълно сексуален, и постоянен в любовните си връзки, които продължаваха няколко години; което нещо, според мнозина, отслаби тялото му толкова много, че го накара да умре, може да се каже, млад. Последната му любов, продължила много години, бе с Бартоломеа де Нази, съпруга на Донато Бенчи; с която, въпреки че не бе пищна, но възпитана и нежна, бе отчаасти роднина, та една зима тя остана във вилата, той напусна Флоренция в пет или шест часа през нощта... с няколко другари... Лудост е да се смята, че човек с такова величие, репутация и благоразумие, на четиридесет години, трябва да бъде толкова увлечен от жена, която не е красива и вече е на години, че да се накара да извърши неща, които биха били непочтени за всеки младеж“.

## В масовата култура
- Лоренцо де Медичи е представен като тийнейджър в „Леонардо“ на Си Би Би Си, изигран от актьора Колин Райън.
- Лоренцо де Медичи се появява като поддържащ герой на главния – Ецио Аудиторе да Фиренце, след като те помагат да се разгромят участниците в Заговора на Паци в играта Assassin’s Creed 2.
- Лоренцо де Медичи е изобразен от Елиът Коуън в телевизионния сериал „Демоните на Да Винчи“ от 2013 г.
- Лоренцо де Медичи е изигран от Даниел Шарман в телевизионният сериал „Медичи – господарите на Флоренция“ (Medici: Masters of Florence) от 2016 г.